# 会津
會津（日语：／ Aizu */?）位于福島縣西部，是日本福島縣中通过連接其南北的奧羽山脈與阿武隈高地之两個山脊線划分的自西往东的三个地区之一（另外两个为中通、濱通）。其位于奧羽山脈以西，是三个地区中最西的一个。在古代，会津属于陸奧國會津郡（會津四郡）。在會津地方以外的住民與觀光指南，常會把會津若松市略稱成「會津」。

## 概要
含東北地方太平洋側的舊陸奧國，會津以奧羽山脈西側位置為分水嶺，河川流入日本海，氣候呈日本海側氣候，面積廣大。
冬為豪雪地帯，滑雪場來客相當多。反之，夏季午間高溫、會津高原和裏磐梯成為高原避暑地。
盆地中心多種植稻米如越光米等而成為日本少數的穀倉地帯。盆地周邊多生產蕎麥、以喜多方市山都町和猪苗代為代表。

## 自然地理
- 盆地：會津盆地、猪苗代盆地、野澤盆地、田島盆地、只見盆地、布澤盆地
- 高原：磐梯高原（裏磐梯）、會津高原
- 山岳：磐梯山、飯豐山、御神樂岳、淺草岳、會津駒岳、燧岳、博士山
- 河川：阿賀川（大川）、只見川、日橋川、伊南川、野尻川、滝谷川、檜枝岐川
- 湖沼：猪苗代湖、檜原湖、曾原湖、小野川湖、秋元湖、五色沼、雄國沼、沼澤湖
- 溫泉：沼尻溫泉、中之澤溫泉、東山溫泉、蘆之牧溫泉、神指溫泉（こうざしおんせん）、湯野上溫泉、大塩裏磐梯溫泉、熱塩溫泉、日中溫泉、新鶴溫泉、柳津溫泉、西山溫泉、昭和溫泉、宮下溫泉、早戶溫泉、大塩溫泉、只見溫泉、湯之花溫泉、木賊溫泉（とくさおんせん）、小豆溫泉（あずきおんせん）、檜枝岐溫泉
- 水壩：奧只見水壩、田子倉水壩、大川水壩、日中水壩
- 濕原：尾瀨之原、雄國沼濕原、駒止濕原、田代山濕原、デコ平濕原
- 自然公園：尾瀬國立公園、磐梯朝日國立公園、日光國立公園、越後三山只見國定公園

## 歷史
律令制度下設置陸奧國，其中一郡為會津郡。平安時代起與耶麻郡分離，再與大沼郡和河沼郡分離，以後會津郡與此3郡總稱為會津四郡。
江戶時代設會津藩領地。
廢藩置縣前，會津藩之領土是明治政府民政局直轄地。廢藩置縣後會津藩領土範圍成立若松縣，1876年8月21日與磐前縣（濱通）和福島縣（中通）合併，現在為福島縣的一部份。

## 交通

### 鐵道
- 東日本旅客鐵道
  - 磐越西線
  - 只見線
- 會津鐵道
  - 會津線

### 主要道路
- 磐越自動車道

- 國道49號
- 國道118號
- 國道121號
- 國道252號

- 國道289號
- 國道400號
- 國道401號
- 國道459號

### 高速巴士
- 福島 - 會津若松線
- 仙台 - 會津若松線
- 會津若松 - 新潟線
- 會津若松 - 郡山 - 磐線

## 周邊 名所・舊跡・觀光點
- 細井家資料館

## 關連項目
- 會津塗
- 會津藩
- 會津高原

- 會津戰爭
- 會津五藥師
- 會津號列車

- 中通
- 濱通
- 奧會津

## 外部連結
- 會津ブランド | 會津 史・季・彩・再